# Täsvere
Täsvere – wieś w Estonii, w prowincji Tartu, w gminie Ülenurme.